# Bornholmske vederlagsgods
Det bornholmske vederlagsgods var en række adelige godser i Skåne, som blev overdraget til den svenske krone som erstatning for Bornholm ved Freden i København 1660.
Ved freden i Roskilde 1658 tilfaldt Bornholm Sverige. Bornholmerne gjorde imidlertid oprør, befriede sig for de svenske soldater og overdrog øen som gave til den danske konge som arveligt gods. Ved freden i København (27. maj 1660) fik Danmark Bornholm tilbage, men den danske konge blev tvunget til at give Sverige kompensation. Det skete ved at 18 herregårde i Skåne ejet af adelige blev overdraget til den svenske konge. Adelsmændene, som mistede deres jord, fik i stedet krongods i Danmark.  
De 18 herregårde, som blev overdraget den svenske krone var 
- Lillø Slot
- Udderup
- Svabesholm
- Tunbyholm
- Ingelstad
- Smedstrup
- Onslunda
- Gyllebo (med Sankt Olof)
- Gladsax
- Lövestad
- Mogenstrup
- Flyinge
- Billesholm
- Tomarp Kongsgård
- Dragesholm
- Legeved
- Hörby gård
- Vollsjö

Samtidigt beslaglagde den svenske krone tre godser, som Corfitz  Ulfeldt havde haft
- Bosjökloster
- Torup Slot
- Herrevad Kloster